# 信托受益人
信托受益人在英美法中，指为本身的利益而设立信托的人。私人信托的受益人应为可辨认的法律实体（自然人或法人）或一批人（如信托设立人的子女）。信托受益人必须是确定的，要新增信托受益人（如因出生或发生其他事件），就必须另行作出规定。因此，信托受益人的成员有时可能发生变化。公益信托的受益人不是可辨认的若干人，因为该受益人就是社会。所以凡是救济穷人的信托收益的人并不被认为是信托受益人，因济贫而得到好处的社会才是信托受益人。

## 外部連結
- 認識信託-受益人的角色 調和聯合會計師事務所[永久]